# 루 몬툴리
루 몬툴리(Lou Montulli, 본명: Louis J. Montulli II)는 웹 브라우저 제작 작업으로 잘 알려진 컴퓨터 프로그래머이다. 1991년과 1992년에 그는 캔자스 대학교에 있는 동안 마이클 그로브(Michael Grobe) 및 찰스 레작(Charles Rezac)과 함께 링크스 (웹 브라우저)라는 텍스트 웹 브라우저를 공동 제작했다. 이 웹 브라우저는 최초로 사용 가능한 브라우저 중 하나였으며 오늘날에도 여전히 사용되고 있다.

## 같이 보기
- 프로그래머 목록